# Devići
Devići (em cirílico: Девићи) é uma vila da Sérvia localizada no município de Ivanjica, pertencente ao distrito de Moravica, na região de Stari Vlah, Moravica. A sua população era de 155 habitantes segundo o censo de 2011.

## Demografia
| 1948 | 1953 | 1961 | 1971 | 1981 | 1991 | 2002 | 2011 |
| ---- | ---- | ---- | ---- | ---- | ---- | ---- | ---- |
| 1    | 15   | 56   | 134  | 184  | 219  | 189  | 155  |